# Amira Hass
Pour les articles homonymes, voir Hass.
Amira Hass (עמירה הס), née le 28 juin 1956 à Jérusalem, est une journaliste et auteur israélienne, surtout connue pour ses colonnes dans le quotidien Ha'aretz. Elle est particulièrement connue parce qu'elle vit en Cisjordanie après avoir habité à Gaza et qu'elle rapporte les événements du conflit israélo-palestinien depuis les territoires palestiniens.

## Biographie
Amira Hass est la fille de deux survivants de la Shoah : Hanna Levi et Avraham Hass. Hanna Levi, sa mère, née dans une famille juive séfarade de Sarajevo en Bosnie (alors Yougoslavie), est active dans le mouvement communiste. Elle rejoint les partisans de Tito pendant l'occupation allemande de la Seconde Guerre mondiale. Arrêtée au Monténégro par les nazis, elle est envoyée dans le camp de Bergen-Belsen où elle réussit à survivre et à écrire un journal. Avraham Hass, le père d'Amira Hass, est actif dans le mouvement communiste clandestin de Roumanie et est déporté par les autorités militaires (fascistes) dans les ghettos et camps de la mort de Transnistrie. Là-bas, il survit au typhus tout en conservant une infirmité au pied. Après la guerre, en 1949, Hanna Levi et Avraham Hass, sans plus de famille ou de communauté, déçus par l'atmosphère dans leur pays d'origine, émigrent dans le jeune État d'Israël. Ils y reprennent leur combat communiste. Avraham parvient à être élu membre du comité central du Parti communiste israélien.
Amira Hass commence sa carrière à Ha'aretz en 1989. Elle informe des territoires palestiniens à partir de 1991. En 2003, elle est la seule journaliste israélienne juive à vivre parmi les Palestiniens, à Gaza depuis 1993 et à Ramallah depuis 1997.[réf. nécessaire] Deux ouvrages sont tirés de ses expériences successives : l'essai Boire la mer à Gaza et Correspondante à Ramallah, une compilation de ses articles de la période cisjordanienne.
Ses reportages tentent de rendre compte d'une manière qu'elle qualifie elle-même de non objective mais d'« honnête » la vie quotidienne de la population palestinienne. Ils sont généralement critiques envers la politique israélienne envers les Palestiniens, sans épargner non plus les dirigeants palestiniens. Durant les années d'Intifada, elle a par exemple publié plusieurs articles sur le chaos et le désordre provoqués par les milices associées au parti Fatah de Yasser Arafat et la guerre sanglante entre factions palestiniennes à Naplouse au sujet desquelles elle ne mâche pas ses mots[réf. nécessaire].
En raison de ses reportages de faits et d’opinions contraires aux positions officielles israélienne et palestinienne, Hass est souvent la cible d’attaques verbales et rencontré l’opposition de la part des autorités de Palestine ou d'Israël.[réf. nécessaire]

## Récompenses
Elle a reçu différents prix de presse dont le prix mondial de la liberté de la presse décerné par l'UNESCO en 2003.

## Ouvrages
- Boire la mer à Gaza, La Fabrique, 2001
- Correspondante à Ramallah : 1997-2003, La Fabrique, 2004